# Çiçekler, Beyşehir
Çiçekler là một xã thuộc huyện Beyşehir, tỉnh Konya, Thổ Nhĩ Kỳ. Dân số thời điểm năm 2011 là 553 người.